# Rumohra linearisquamata
Rumohra linearisquamata är en träjonväxtart som beskrevs av Rakotondr. Rumohra linearisquamata ingår i släktet Rumohra och familjen Dryopteridaceae. Inga underarter finns listade.